# رازه‌فون
رازه‌فُون (ژاپنی: ラーゼフォン هپبورن: Rāzefon) نام یک سری مانگا و سریال تلویزیونی انیمه، از تولیدات استودیو بونز است. این اثر در سال ۲۰۰۲ تولید گردید. این مانگا توسط تاکه‌آکی موموسه نوشته و طراحی شده‌است. این سری از اوت ۲۰۰۱ تا نوامبر ۲۰۰۲، در ماهنامه ساندی جین اکس از انتشارات شوگاکوکان به چاپ می‌رسید.

## خلاصه داستان
موضوع این سریال علمی-تخیلی مربوط به یک پسر ژاپنی بنام آیاتو است که به‌دنبال وقایعی برای خلبانی موجودی ربات گونه بنام رازفان انتخاب گشته، که در نهایت وظیفه انتقال جهان به بعدی والاتر را بر عهده می‌گیرد.
سریال از نقطه نظرات فراوانی مشابه و پیرو سبک سریال نئون جنسیس اونگلیون است؛ اما با شخصیت پردازی و داستان‌سرایی نسبتاً تکامل یافته‌تر.